# Lumberjack the Monster
Lumberjack the Monster (怪物の木こり, Kaibutsu no kikori) és una pel·lícula de terror japonesa del 2023 dirigida per Takashi Miike basada en la novel·la del mateix nom de May Kurke de 2019. La pel·lícula és protagonitzada per Kazuya Kamenashi com un advocat que busca venjança violenta d'un assassí en sèrie. Ha estat subtitulada al català.

## Argument
La policia investiga una sèrie d'assassinats i descobreix una connexió amb un grup de nens segrestats i implantats amb neuroxips 31 anys abans.

## Repartiment
- Kazuya Kamenashi com Akira Ninomiya
- Nanao com a perfilador forense Ranko Toshiro
- Kiyohiko Shibukawa com a detectiu que treballa amb Ranko
- Shido Nakamura com a sospitós d'assassinat
- Riho Yoshioka com la promesa d'Akira
- Shota Sometani com a Sugitani, un metge que està aliat amb Akira

## Llançament
Lumberjack the Monster es va projectar per primera vegada el 13 d'octubre de 2023, a la secció Òrbita del LVI Festival Internacional de Cinema Fantàstic de Catalunya. La pel·lícula va debutar al Japó el 26 d'octubre de 2023, al Festival Internacional de Cinema de Tòquio, seguida d'una estrena àmplia l'1 de desembre. La pel·lícula es va projectar a Amèrica del Nord el 6 de maig de 2024, juntament amb el programa Escape from Tribeca del Festival de Cinema de Tribeca abans de l'estrena de Netflix l'1 de juny de 2024.